# Club de Fútbol Correcaminos de la Universidad Autónoma de Tamaulipas
Il Correcaminos de la Universidad Autónoma de Tamaulipas, meglio noto come Correcaminos UAT o semplicemente UAT, è una società calcistica messicana di Ciudad Victoria. Milita nella Liga de Expansión MX, la seconda divisione del calcio messicano.

## Storia
Il club fu fondato nel 1980 per rappresentare l'Universidad Autónoma de Tamaulipas e la città di Ciudad Victoria nel calcio messicano, a seguito della scomparsa dei Los Cuerdos nel 1978. Il Roadrunner, (Correcamino in spagnolo) era la mascotte della sezione sportiva dell'università e venne adottato come simbolo del neonato club, mentre come colori sociali vennero scelti arancione, bianco e blu.
Nel 1982 il club si iscrisse in Segunda División de México, ai tempi seconda serie del Paese. Qui vi militò fino alla stagione 1986-1987, quando vinse il campionato sconfiggendo ai rigori il Gallos Blancos UDQ guadagnando la promozione in Primera División.
La sua prima stagione in massima divisione si rivelò negativa ed il club terminò in ultima posizione retrocedendo a causa della differenza reti peggiore rispetto all'Atlético Potosino. Tuttavia poco prima dell'inizio del campionato seguente acquisì i diritti sportivi del Toros Neza e riuscì a mantenere la divisione. Negli anni seguenti riuscì a trovare stabilità classificandosi nella parte bassa della classifica, fatta eccezione per il settimo posto del 1989-1990 che gli permise di disputare la Liguilla per l'assegnazione del titolo, prima e unica nella sua storia. Al termine del 1994-1995 fu retrocesso in Primera División A.
Nei decenni seguenti fece parte in pianta stabile della seconda divisione, sfiorando la promozione solo nel 2011 quando, dopo aver vinto il campionato di Apertura, venne sconfitto dal León nella doppia sfida.

## Palmarès

### Competizioni nazionali
- Ascenso MX: 1

2011 (Apertura)
- Segunda División: 1

1986-1987

### Altri piazzamenti
- Ascenso MX: 1

1997 (Verano)
- Copa México: 1

2012 (Apertura)

## Organico

### Rosa
Aggiornata al 21 gennaio 2020.
| N. |                     | Ruolo | Calciatore          |
| -- | ------------------- | ----- | ------------------- |
| 1  | Messico (bandiera)  | P     | Alexis Andrade      |
| 2  | Messico (bandiera)  | D     | Iván Pineda         |
| 3  | Messico (bandiera)  | D     | Édgar Benítez       |
| 4  | Messico (bandiera)  | D     | Abraham Riestra     |
| 5  | Messico (bandiera)  | D     | Erik Pimentel       |
| 7  | Messico (bandiera)  | C     | Armando Chávez      |
| 8  | Colombia (bandiera) | C     | Wilber Rentería     |
| 9  | Messico (bandiera)  | A     | Alberto Alvarado    |
| 10 | Colombia (bandiera) | C     | Darío Rodríguez     |
| 11 | Uruguay (bandiera)  | A     | Maximiliano Sigales |
| 12 | Messico (bandiera)  | P     | José Toledo         |
| 13 | Messico (bandiera)  | D     | César Arriaga       |
| 14 | Messico (bandiera)  | C     | Manuel Castillo     |
| 15 | Messico (bandiera)  | D     | Aarón Barrera       |
| 16 | Messico (bandiera)  | D     | Luis Amaya          |
| 17 | Messico (bandiera)  | C     | Francisco Tede      |

| N. |                    | Ruolo | Calciatore        |
| -- | ------------------ | ----- | ----------------- |
| 19 | Messico (bandiera) | A     | José Chapa        |
| 21 | Messico (bandiera) | P     | Darío Romo        |
| 22 | Messico (bandiera) | C     | Marco Montelongo  |
| 23 | Messico (bandiera) | C     | Gael Bocanegra    |
| 24 | Messico (bandiera) | D     | Jorge Valadéz     |
| 25 | Messico (bandiera) | P     | Martín Viera      |
| 26 | Messico (bandiera) | A     | Luis Alvizo       |
| 27 | Messico (bandiera) | A     | David Rangel      |
| 28 | Messico (bandiera) | C     | Aldahir Flores    |
| 29 | Messico (bandiera) | A     | Dante Osorio      |
| 30 | Messico (bandiera) | C     | Jesús García      |
| 31 | Messico (bandiera) | A     | Kevin Loera       |
| 32 | Messico (bandiera) | C     | Cuauhtémoc Blanco |
| 33 | Messico (bandiera) | A     | Carlos Muñoz      |
| 34 | Messico (bandiera) | D     | José Martínez     |
| 35 | Messico (bandiera) | D     | Alexis Jaramillo  |